# Stade Mbappé Léppé
El Stade Mbappé Léppé es un estadio multiusos principalmente utilizado para partidos de fútbol ubicado en Duala, Camerún.

## Historia
El estadio fue inaugurado en 1958 con el nombre Stade Akwa con capacidad para 4000 espectadores y es la actual sede del Kadji Sports Academy. Se decidió cambiar el nombre del estadio por su nombre actual en 1985 en homenaje a Samuel Mbappé Léppé, que ganó cinco campeonatos nacionales, tres de copa y jugó la Copa Africana de Naciones 1970 y que fallecío en ese año.
Fue utilizado por la selección nacional en la Clasificación de CAF para la Copa Mundial de Fútbol de 1970 donde fue eliminado en la primera ronda por Nigeria.
En la copa Africana de Naciones 2021 fue utilizado como sede de entrenamiento.

## Galería

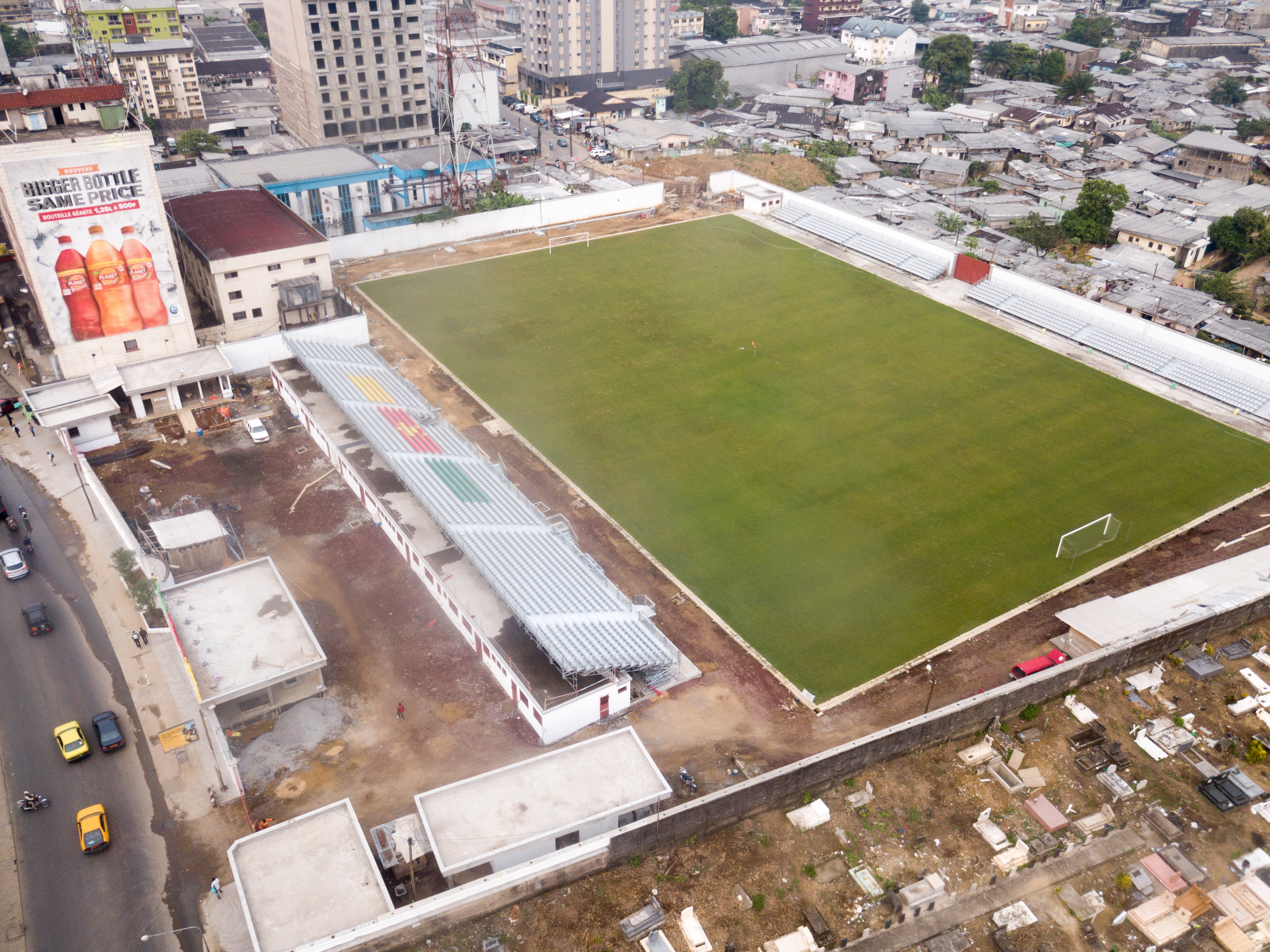
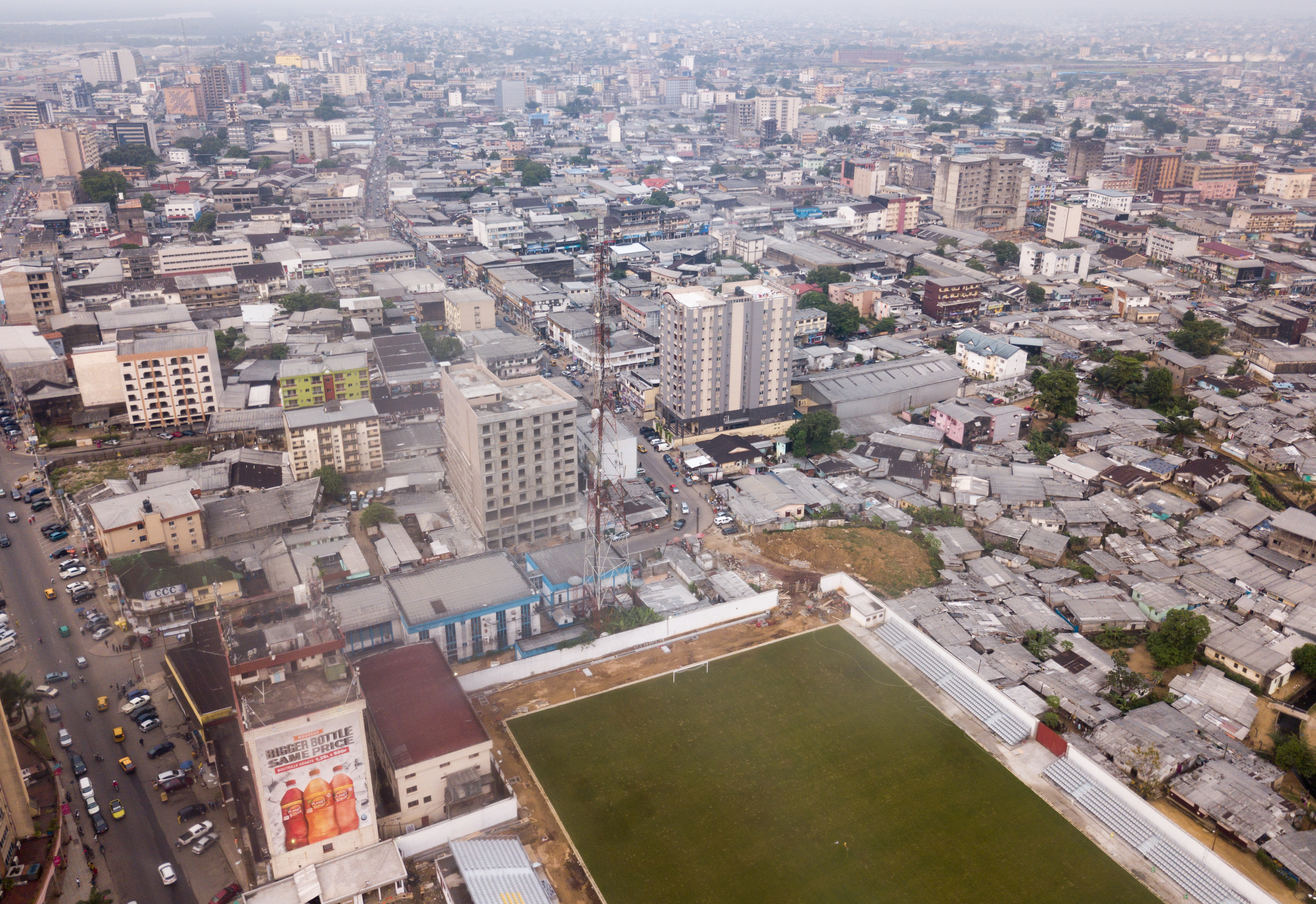
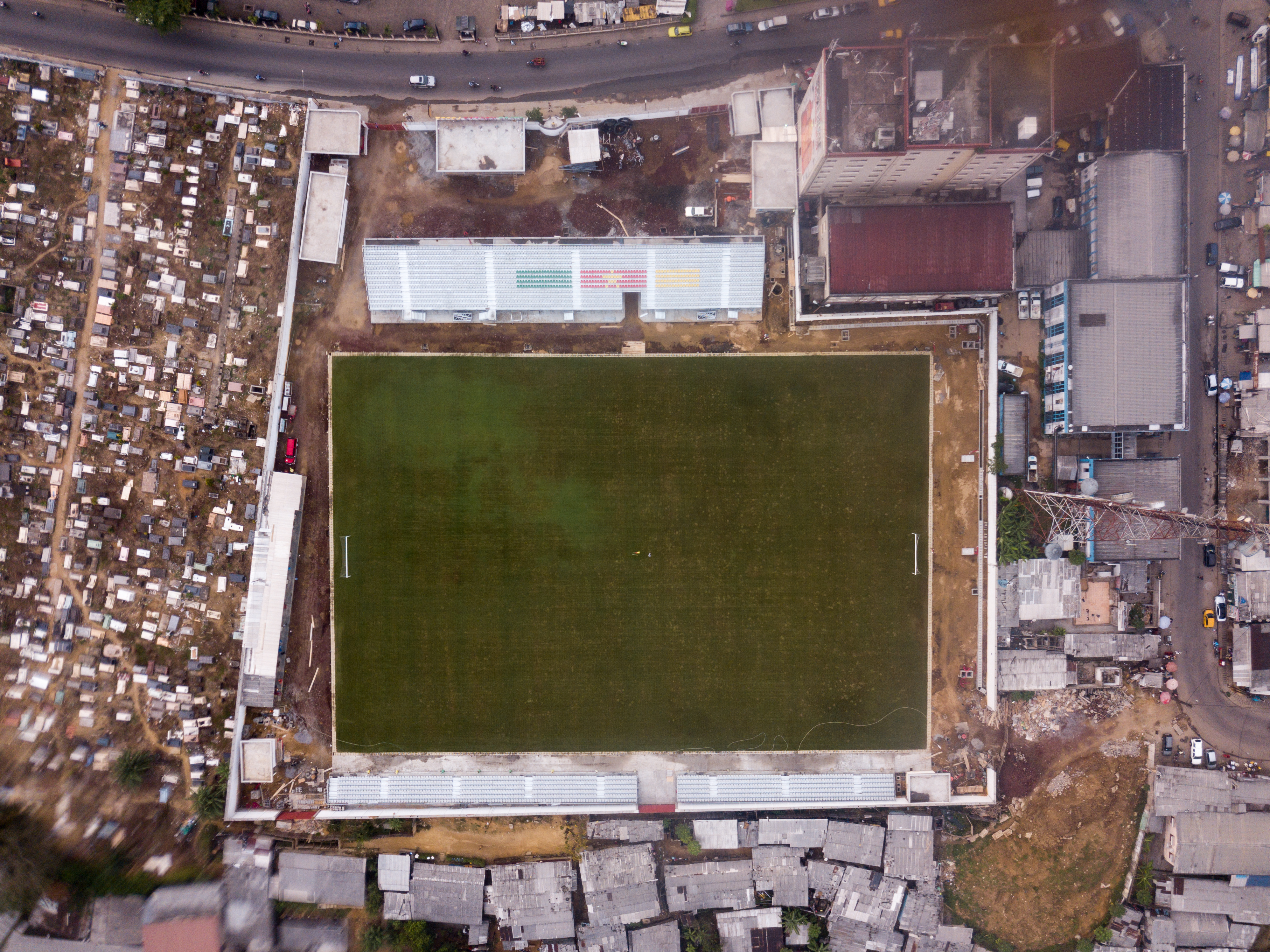
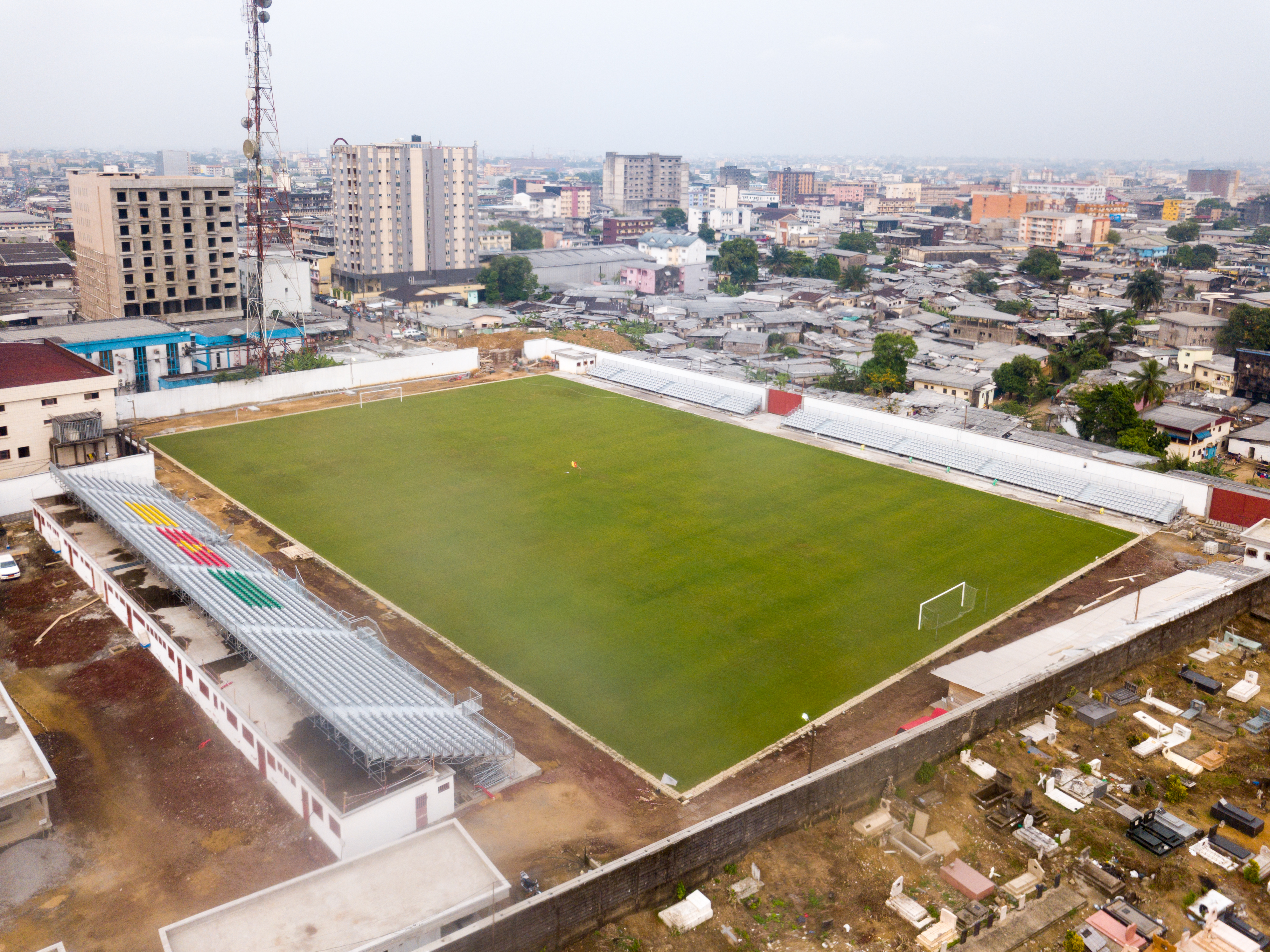
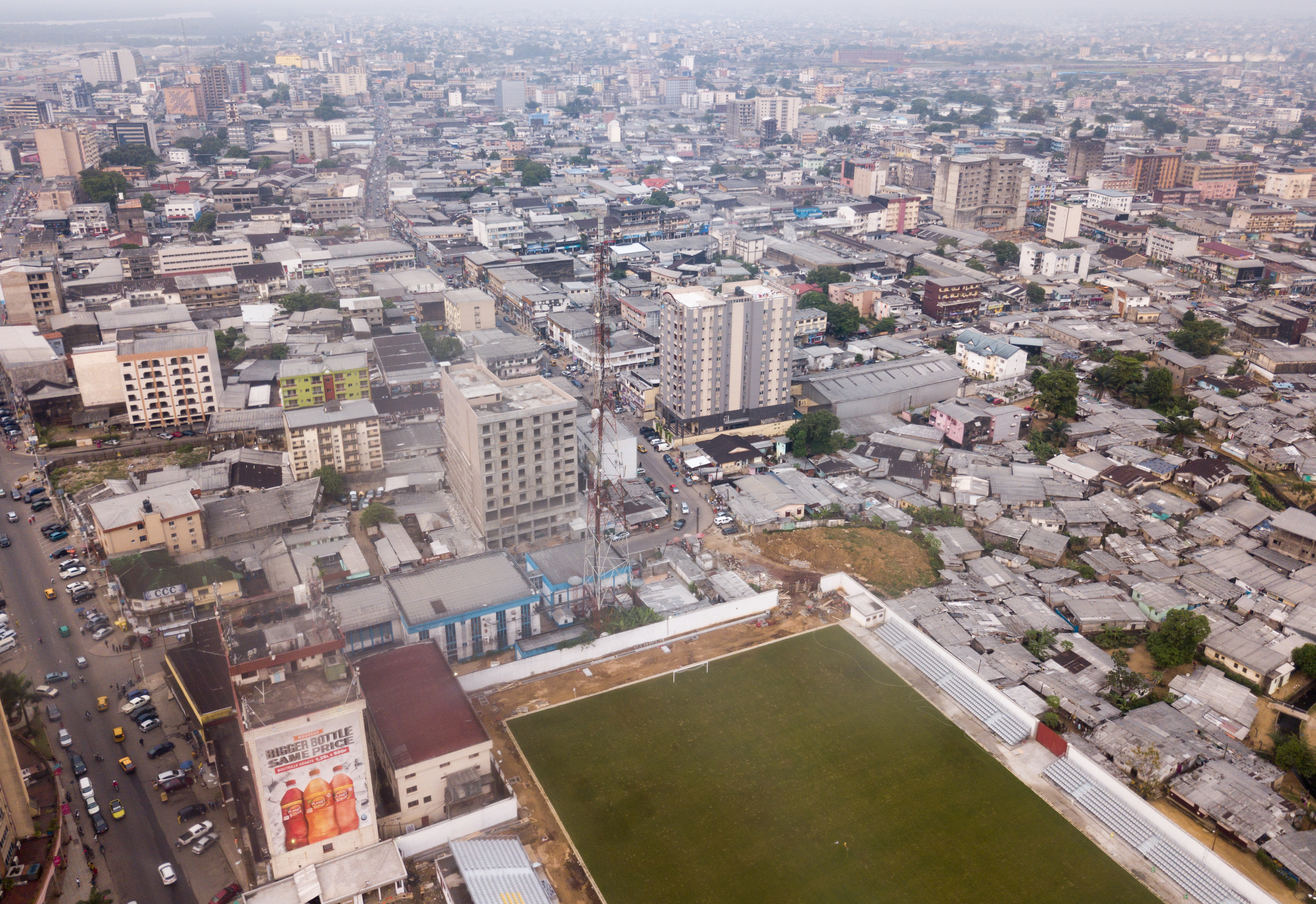
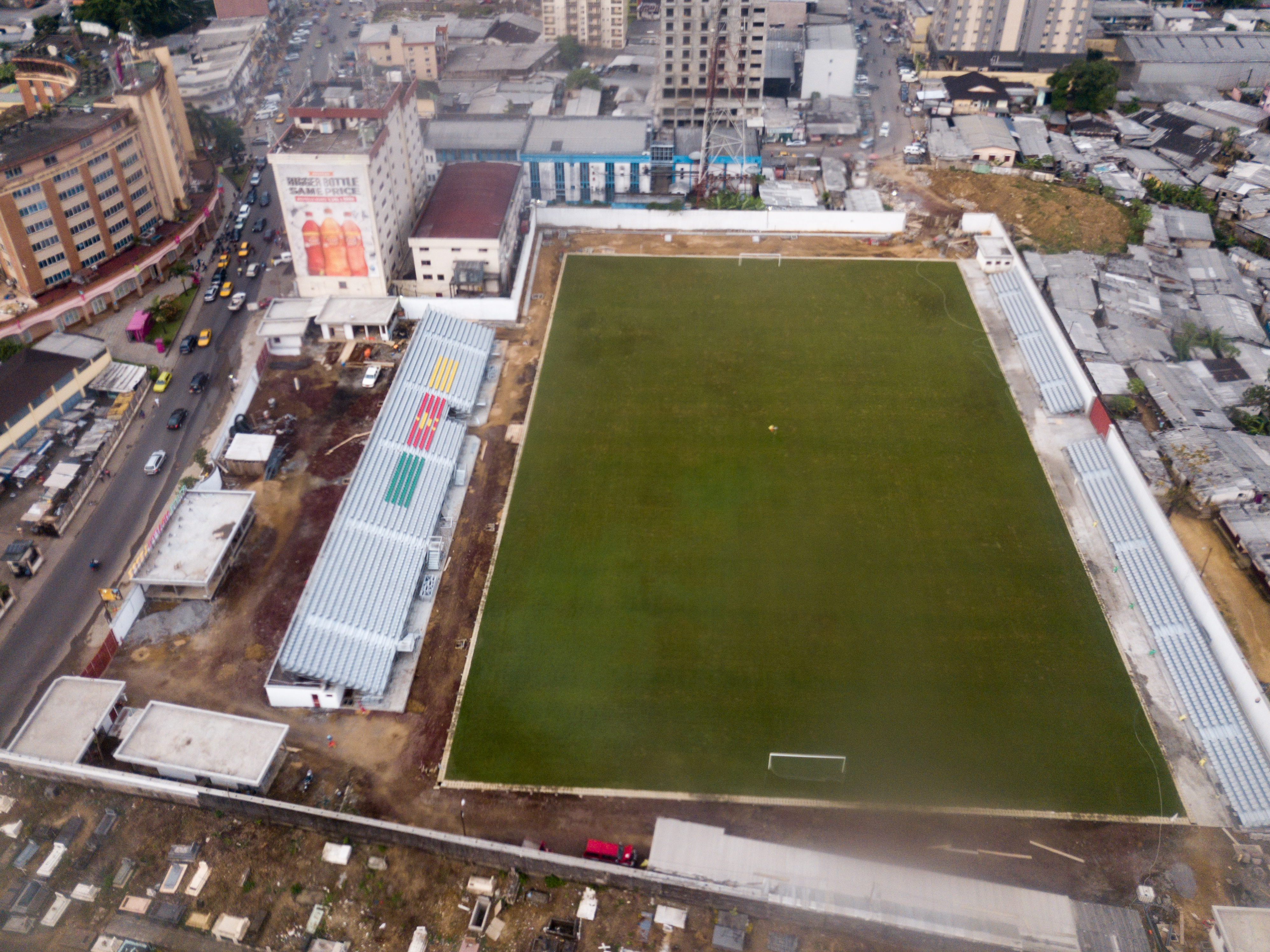
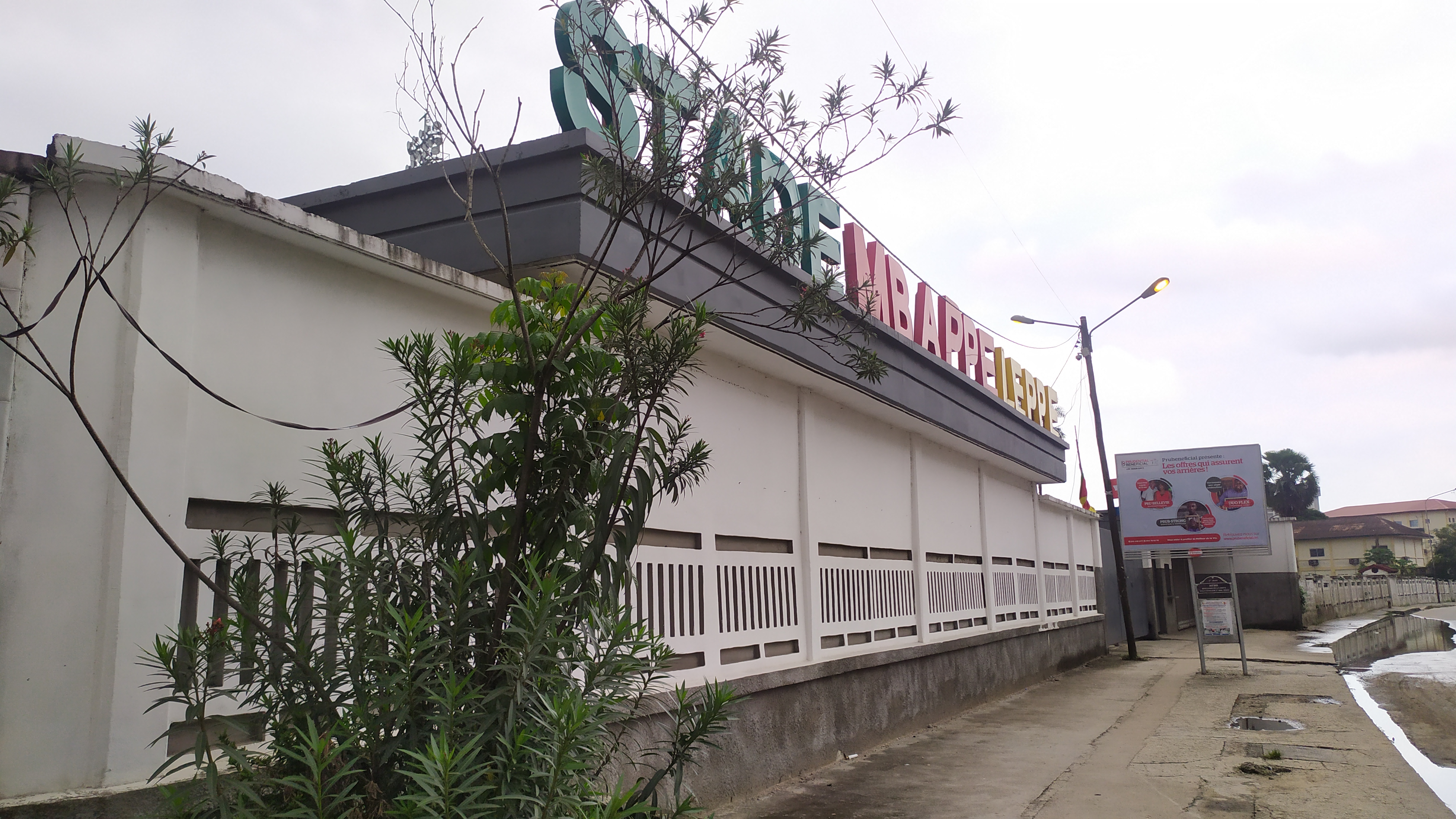